# Celsinho
Celso Luís Honorato Júnior, besser bekannt als Celsinho (* 25. August 1988 in Americana) ist ein brasilianischer Fußballspieler.

## Karriere
Bei der U-17-Fußball-Weltmeisterschaft 2005 machte Celsinho erstmals auf sich aufmerksam, als er für seine Landesauswahl sowohl beim 3:1-Viertelfinalsieg gegen Nordkorea als auch beim 4:3-Halbfinalsieg gegen die Türkei jeweils einen Treffer beisteuern konnte. Im Finale unterlag der offensive Mittelfeldspieler mit Brasilien der mexikanischen Juniorenauswahl mit 0:3. Daraufhin verpflichtete der russische Traditionsverein Lokomotive Moskau das verheißungsvolle Talent von Portuguesa. Am 9. April 2006 debütierte der 17-Jährige bei der 2:1-Niederlage im Derby gegen Spartak Moskau, als er nach 75 Minuten eingewechselt wurde. Der Brasilianer litt jedoch unter Integrationsproblemen und konnte sich letztlich in Moskau nicht durchsetzen.
Im Sommer 2007 wechselte Celsinho zu Sporting Lissabon, einem der bekanntesten portugiesischen Vereine. Doch auch in Lissabon konnte sich der junge Brasilianer in der ersten Saison nicht gegen seine Mitstreiter Leandro Romagnoli oder auch den späteren Herthaner und Landsmann Ronny durchsetzen. Um Spielpraxis zu sammeln, wurde er für die folgende Saison 2008/09 an den Ligakonkurrenten Estrela Amadora verliehen. Im Saisoneröffnungsspiel gegen Académica de Coimbra gelang Celsinho dort der 1:0-Siegtreffer. Am Ende der Saison erreichte er mit seiner Mannschaft den elften Tabellenplatz. Aufgrund einer nicht erteilten Lizenz musste Estrela Amadora dennoch den Gang in die zweite Liga antreten.
Nach der Rückkehr zu Sporting Lissabon absolvierte Celsinho in der Hinrunde 2009/10 kein einziges Ligaspiel und wurde deshalb im Januar 2010 an seinen ehemaligen brasilianischen Verein Portuguesa verliehen. Bei dem Klub aus São Paulo absolvierte er insgesamt vier Ligaspiele und kehrte danach ohne Perspektive zu Sporting zurück. Es folgte erneut ein Leihgeschäft, diesmal mit dem rumänischen Erstligisten FCM Târgu Mureș. Nach einer durchwachsenen Saison gehörte Târgu Mureș am Ende zu den vier Absteigern in die zweite Liga. Im Anschluss kehrte Celsinho in seine Heimat zurück, wo er beim Londrina EC unterzeichnete. Bei dem konnte er sich nicht durchsetzen und wurde immer wieder ausgeliehen. Trotzdem kam er bis Vertragsende 2017 auf 100 Ligaeinsätze. Von 2018 bis 2020 hatte er nur kurzfristige Engagements bei unterklassigen Klubs. Im Oktober 2020 kehrte er dann zu Londrina zurück.

## Erfolge
U-17 Nationalmannschaft
- U-17-Südamerikameister: 2005

Lokomotiv
- Russischer Pokalsieger: 2007

Sporting
- Portugiesischer Pokalsieger: 2008
- Portugiesischer Superpokalsieger: 2008

Londrina
- Staatsmeisterschaft von Paraná: 2014, 2021
- Primeira Liga do Brasil: 2017

Paysandu
- Staatsmeisterschaft von Pará: 2016
- Copa Verde: 2016